# Medal 10-lecia sformowania Dowództwa Generalnego Rodzajów Sił Zbrojnych
Odznaka okolicznościowa „Medal 10-lecia sformowania Dowództwa Generalnego Rodzajów Sił Zbrojnych” – jest formą uhonorowania osób zasłużonych dla rozwoju i funkcjonowania Dowództwa Generalnego Rodzajów Sił Zbrojnych (DG RSZ). 

Medal jest symbolem więzi łączącej wyspecjalizowaną grupę żołnierzy, której podstawą są: specjalistyczne wyszkolenie, etos służby oraz charakter wykonywanych zadań. Nadanie medalu jest zewnętrzną formą wyróżnienia służbowego stanowiącego wyraz uznania dla ofiarnej służby oraz powodem do dumy z przynależności do grona kardy zawodowej i pracowników DG RSZ.

Medal decyzją z dnia 22 października 2024 ustanowił Minister Obrony Narodowej.

## Zasady nadawania
Prawo do otrzymania medalu przysługuje:
1. Dowódcy Generalnemu Rodzajów Sił Zbrojnych z tytułu objęcia stanowiska służbowego;
2. żołnierzom zawodowym po przesłużeniu w DG RSZ co najmniej dwóch lat lub którzy służyli w DG RSZ w 2024 r., a w dwóch ostatnich opiniach służbowych otrzymali średnią ocenę dobrą (4,00) lub wyższą;
3. pracownikom resortu obrony narodowej po przepracowaniu w DG RSZ co najmniej trzech lat;
4. innym osobom fizycznym i prawnym szczególnie zasłużonym dla DG RSZ[a].

Medal nadaje Dowódca Generalny Rodzajów Sił Zbrojnych z własnej inicjatywy lub na podstawie wniosku zaopiniowanego przez Komisję Medalu.
Medal nadaje się imiennie wraz z legitymacją, które wręcza się podczas uroczystości z okazji Święta DG RSZ, świąt państwowych i pozostałych świąt wojskowych oraz w innych szczególnie ważnych dla służby i pracy okolicznościach.
Medal wręcza Dowódca Generalny Rodzajów Sił Zbrojnych lub wyznaczeni przez niego przedstawiciele w tym: Zastępcy Dowódcy Generalnego Rodzajów Sił Zbrojnych, Szef Sztabu DG RSZ, Inspektor Wojsk Lądowych, Inspektor Sił Powietrznych, Inspektor Marynarki Wojennej, Inspektor Rodzajów Wojsk, Inspektor Szkolenia oraz ich zastępcy.
Prawo do posiadania medalu tracą żołnierze i pracownicy DG RSZ skazani prawomocnym wyrokiem sądu za przestępstwa popełnione z winy umyślnej lub z niskich pobudek. W uzasadnionych przypadkach prawa do medalu mogą być pozbawieni żołnierze prawomocnie ukarani za przewinienia dyscyplinarne.
Decyzję o pozbawieniu prawa do medalu podejmuje Dowódca Generalny Rodzajów Sił Zbrojnych z własnej inicjatywy albo na wniosek Komisji.

## Wygląd
Medal stanowi koło o średnicy 35 mm w kolorze srebrzystym. Na awersie pośrodku umieszczono wizerunek orła Ministerstwa Obrony Narodowej barwy oksydowanego srebra z koroną, dziobem i szponami barwy złotej. Wizerunek orła nałożony jest na dwa skrzyżowane srebrne miecze koronacyjne ze złotymi rękojeściami, skierowane ostrzami do góry. Nad orłem znajduje się napis 2014 – 2024 barwy czarnej. Po obu stronach orła umieszczone są wężyki generalskie barwy srebrnej, pomiędzy którymi na dole znajdują się trzy gwiazdki barwy oksydowanego srebra. Na rewersie pośrodku umieszczono trzywierszowy, poziomy napis 10 LAT/ DOWÓDZTWA GENERALNEGO/ RODZAJÓW SIŁ ZBROJNYCH, pod którym znajduje się białoczerwona szarfa, nałożona na skrzyżowaną szablę z buzdyganem.
Medal zawieszony jest na srebrnej wstążce szerokości 36 mm z pionowym pasami koloru: jasnoniebieskiego, czarnego, jasnozielonego i granatowego, każdy o szerokości 8 mm.
Medal nosi się na lewej stronie piersi, po orderach i odznaczeniach państwowych oraz po odznaczeniach resortowych.